# جورج ريختر
جورج ريختر (بالألمانية: Georg Richter)‏ هو ممثل نرويجي وألماني، ولد في 27 ديسمبر 1915 في ألمانيا، وتوفي في 10 مايو 1972 في النرويج.

## وصلات خارجية
- جورج ريختر على موقع IMDb (الإنجليزية)
- جورج ريختر على موقع قاعدة بيانات الأفلام السويدية (السويدية)
- جورج ريختر على موقع قاعدة بيانات الفيلم (الإنجليزية)